# Forças Armadas da Líbia
As Forças Armadas Líbias são a principal força de defesa da Líbia. Ela consiste de um Exército, Força Aérea e uma Marinha de Guerra. Estimava-se no começo de 2011 que 76 000 homens serviam nas forças armadas, mas com a guerra civil naquele país este número se reduziu drasticamente, com a divisão do contingente. Durante o regime de Muammar al-Gaddafi, não havia um ministério da defesa; todas as atividades militares de comando eram assumidas pela presidência. Porém existia o complexo do Alto Comando das Forças Armadas (al-Qiyada al-ulya lil-quwwat al-musallaha). A produção de armas era limitada e controlada pelo Estado. Em maio de 2012, foi reportado que 35 mil homens serviam oficialmente nas Forças Armadas da Líbia.
Após o conflito, o comando das forças armadas passou a ser submetido ao Conselho Nacional de Transição líbio. Com seu término, o comando passou para o novo governo do país.